# Corallianassa articulata
Corallianassa articulata är en kräftdjursart som först beskrevs av M. J. Rathbun 1906.  Corallianassa articulata ingår i släktet Corallianassa och familjen Callianassidae. Inga underarter finns listade i Catalogue of Life.